# Aristeus pallidicauda
Aristeus pallidicauda är en kräftdjursart som beskrevs av Komai 1993. Aristeus pallidicauda ingår i släktet Aristeus och familjen Aristeidae. Inga underarter finns listade i Catalogue of Life.